# مارکو بالینی
مارکو بالینی (تایلندی: มาร์โค บัลลินี؛ زادهٔ ۱۲ ژوئن ۱۹۹۸) بازیکن فوتبال اهل تایلند است.
وی همچنین در تیم‌های ملی فوتبال Thailand national under-21 football team و زیر ۲۳ سال تایلند بازی کرده‌است.